# Ningbo Open 2023 - Qualificazioni singolare
Le qualificazioni del singolare femminile del Ningbo Open 2023 sono state un torneo di tennis preliminare per accedere alla fase finale della manifestazione svolte dal 22 al 23 settembre 2023. Le vincitrici dell'ultimo turno sono entrate di diritto nel tabellone principale. In caso di ritiro di una o più giocatrici aventi diritto a queste sono subentrati le lucky loser, ossia le giocatrici che hanno perso nell'ultimo turno ma che avevano una classifica più alta rispetto alle altre partecipanti che avevano comunque perso nel turno finale.

## Teste di serie
1. Jodie Burrage (qualificata)
2. Anna-Lena Friedsam (qualificata)
3. Viktória Hrunčáková (qualificata)
4. Bai Zhuoxuan (qualificata)
5. Rebecca Marino (ultimo turno)
6. Jil Teichmann (qualificata)

1. Elizabeth Mandlik (ultimo turno, lucky loser)
2. Valerija Savinych (qualificata)
3. Arianne Hartono (ultimo turno)
4. You Xiaodi (ultimo turno)
5. Jana Kolodjnska (ultimo turno)
6. Kateryna Volodko (ultimo turno)

## Qualificate
1. Jodie Burrage
2. Anna-Lena Friedsam
3. Viktória Hrunčáková

1. Bai Zhuoxuan
2. Valerija Savinych
3. Jil Teichmann

### Qualificate
1. Elizabeth Mandlik

## Tabellone

### Legenda
| - Q = Qualificato - WC = Wild card - LL = Lucky loser | - ALT = Alternate - SE = Special Exempt - PR = Protected Ranking | - w/o = Walkover - r = Ritirato - d = Squalificato |

### Sezione 1
|  | Primo turno | Primo turno     | Primo turno     | Primo turno | Primo turno |  |  | Ultimo turno | Ultimo turno    | Ultimo turno | Ultimo turno | Ultimo turno |  |
|  |             |                 |                 |             |             |  |  |              |                 |              |              |              |  |
|  | 1           | Jodie Burrage   | Jodie Burrage   | 6           | 6           |  |  |              |                 |              |              |              |  |
|  |             | Lu Jiajing      | Lu Jiajing      | 4           | 1           |  |  | 1            | Jodie Burrage   | 3            | 6            | 6            |  |
|  | WC          | Wang Meiling    | Wang Meiling    | 1           | 5           |  |  | 11           | Jana Kolodjnska | 6            | 1            | 4            |  |
|  | 11          | Jana Kolodjnska | Jana Kolodjnska | 6           | 7           |  |  |              |                 |              |              |              |  |

### Sezione 2
|  | Primo turno | Primo turno        | Primo turno        | Primo turno | Primo turno |  |  | Ultimo turno | Ultimo turno       | Ultimo turno       | Ultimo turno | Ultimo turno |  |
|  |             |                    |                    |             |             |  |  |              |                    |                    |              |              |  |
|  | 2           | Anna-Lena Friedsam | Anna-Lena Friedsam | 7           | 6           |  |  |              |                    |                    |              |              |  |
|  | WC          | Ren Yufei          | Ren Yufei          | 63          | 2           |  |  | 2            | Anna-Lena Friedsam | Anna-Lena Friedsam | 6            | 6            |  |
|  | WC          | Zheng Wushuang     | 2                  | 6           | 4           |  |  | 12           | Kateryna Volodko   | Kateryna Volodko   | 4            | 4            |  |
|  | 12          | Kateryna Volodko   | 6                  | 4           | 6           |  |  |              |                    |                    |              |              |  |

### Sezione 3
|  | Primo turno | Primo turno         | Primo turno         | Primo turno | Primo turno |  |  | Ultimo turno | Ultimo turno        | Ultimo turno        | Ultimo turno | Ultimo turno |  |
|  |             |                     |                     |             |             |  |  |              |                     |                     |              |              |  |
|  | 3           | Viktória Hrunčáková | Viktória Hrunčáková | 6           | 6           |  |  |              |                     |                     |              |              |  |
|  | WC          | Lu Jingjing         | Lu Jingjing         | 4           | 1           |  |  | 3            | Viktória Hrunčáková | Viktória Hrunčáková | 6            | 6            |  |
|  |             | Li Zongyu           | Li Zongyu           | 3           | 5           |  |  | 10           | You Xiaodi          | You Xiaodi          | 4            | 2            |  |
|  | 10          | You Xiaodi          | You Xiaodi          | 6           | 7           |  |  |              |                     |                     |              |              |  |

### Sezione 4
|  | Primo turno | Primo turno         | Primo turno         | Primo turno | Primo turno |  |  | Ultimo turno | Ultimo turno      | Ultimo turno      | Ultimo turno | Ultimo turno |  |
|  |             |                     |                     |             |             |  |  |              |                   |                   |              |              |  |
|  | 4           | Bai Zhuoxuan        | Bai Zhuoxuan        | 7           | 6           |  |  |              |                   |                   |              |              |  |
|  | WC          | Yao Xinxin          | Yao Xinxin          | 62          | 0           |  |  | 4            | Bai Zhuoxuan      | Bai Zhuoxuan      | 7            | 6            |  |
|  |             | Olivia Tjandramulia | Olivia Tjandramulia | 0           | 1           |  |  | 7            | Elizabeth Mandlik | Elizabeth Mandlik | 5            | 4            |  |
|  | 7           | Elizabeth Mandlik   | Elizabeth Mandlik   | 6           | 6           |  |  |              |                   |                   |              |              |  |

### Sezione 5
|  | Primo turno | Primo turno       | Primo turno | Primo turno | Primo turno |  |  | Ultimo turno | Ultimo turno      | Ultimo turno | Ultimo turno | Ultimo turno |  |
|  |             |                   |             |             |             |  |  |              |                   |              |              |              |  |
|  | 5           | Rebecca Marino    | 4           | 6           | 7           |  |  |              |                   |              |              |              |  |
|  | WC          | Feng Shuo         | 6           | 3           | 5           |  |  | 5            | Rebecca Marino    | 6            | 5            | 5            |  |
|  |             | Wei Sijia         | 6           | 3           | 2           |  |  | 8            | Valerija Savinych | 3            | 7            | 7            |  |
|  | 8           | Valerija Savinych | 2           | 6           | 6           |  |  |              |                   |              |              |              |  |

### Sezione 6
|  | Primo turno | Primo turno     | Primo turno     | Primo turno | Primo turno |  |  | Ultimo turno | Ultimo turno    | Ultimo turno | Ultimo turno | Ultimo turno |  |
|  |             |                 |                 |             |             |  |  |              |                 |              |              |              |  |
|  | 6           | Jil Teichmann   | Jil Teichmann   | 6           | 6           |  |  |              |                 |              |              |              |  |
|  | WC          | Yang Yidi       | Yang Yidi       | 2           | 1           |  |  | 6            | Jil Teichmann   | 6            | 3            | 7            |  |
|  |             | Quinn Gleason   | Quinn Gleason   | 3           | 4           |  |  | 9            | Arianne Hartono | 3            | 6            | 5            |  |
|  | 9           | Arianne Hartono | Arianne Hartono | 6           | 6           |  |  |              |                 |              |              |              |  |